# Isoflavon

Isoflavon basisskelet

Isoflavonen behoren tot de groep fenolische fyto-oestrogenen. Deze stoffen zijn te vinden in alle planten maar met name in soja, bonen, erwten en pinda's. De laatste jaren zijn ze vooral bekend geworden als effectieve middelen bij overgangsklachten en prostaatklachten.
Veelvoorkomende en meest bekende isoflavonen zijn genisteïne zoals in soja, quercetine zoals in kappertjes, catechines zoals in thee en cacao, naringenine zoals in pompelmoes, formononetine in onder meer rode klaver en daïdzeïne in soja. Andere bekende isoflavonen zijn glyciteïne, formononetine, biochanine A en puerarine. 

## Gezondheid
De Europese Autoriteit voor Voedselveiligheid rapporteerde in 2015 over hun literatuuronderzoek naar verschillende gezondheidsclaims met betrekking tot isoflavonen. Daaruit kwam dat ondanks de vele onderzoeken er geen bewijs is dat isoflavonen het risico op borstkanker zou verhogen, en dat schildklierhormoonspiegels niet veranderden na inname van isoflavonen uit voedingssupplementen. Niet-maligne histophathologische veranderingen werden pas gevonden als mensen 60 maanden lang een suppletie met 150 mg soja-isoflavonen innamen. Ter vergelijking: de blootstelling aan isoflavonen wordt door de voedselautoriteit geschat op minder dan 1 mg/dag. Hoewel er geen direct effect gevonden kon worden, adviseert de Nederlandse Gezondheidsraad uit voorzichtigheid sinds 2021 zwangeren om overmatige inname van isoflavonen uit sojaproducten (1 mg/kg lichaamsgewicht of hoger) te voorkomen en geen supplementen met isoflavonen te nemen. Voornaamste overweging van de Gezondheidsraad hiervoor is de vaststelling dat isoflavonen de placenta kunnen passeren. De Gezondheidsraad kon in haar literatuuronderzoek echter niet vaststellen dat het consequenties had voor het (ongeboren) kind.